# Dusted
Dusted ist das Soloprojekt von Rollo Armstrong, unterstützt von Mark Bates.

## Werdegang
Das im Jahr 2000 veröffentlichte Album „When We Were Young“ enthält 13 Songs, die mit der Musik von Faithless, der Band von Rollo Armstrong, kaum vergleichbar sind. Die Musik ist stark von Keyboards bestimmt, mit einem geringen Anteil an herkömmlichen Instrumenten, wie Gitarre, Bass und Percussion. Dadurch erhält sie teils sphärischen Charakter. Produziert wurde das gesamte Werk von Rollo Armstrong und Mark Bates. Die Namen der beteiligten Musiker auf dem Album sind auch aus anderer Sicht keine Unbekannten, denn sie finden sich teilweise auf dem Debüt-Album „No Angel“ von Dido wieder, so zum Beispiel Matt Benbrook von Skinny, Tim Vogt oder Mal Hyde-Smith. Und auch Dido ist auf diesem Album mit vertreten, als Mitautorin der Songs „Always Remember To Respect and Honour Your Mother pt. 1“, „Biggest Fool In The World“ und „Winter“.
Die Vocals der gesamten Songs werden von Luke Garwood und Rachel Brown beigesteuert, außer bei Song „Always Remember To Respect Your Mother pt. 2“ - Vocals by: Michael Harbour. Rachel Brown arbeitete auch bei Didos ersten Album „No Angel“ mit als Background-Sängerin.
Neben dem Album „When We Were Young“ wurden noch zwei Singles veröffentlicht von Dusted. Das ist zum einen „Always Remember To Respect And Honour Your Mother“ und „Deeper River“.
Seit 5. September 2005 gibt es nun ein neues - altes Album von Dusted. Es heißt „Safe From Harm“ und enthält eine ganze Reihe der gleichen Songs wie „When We Were Young“, allerdings auch neue. Das Album wurde nahezu komplett neu eingespielt. Am auffälligsten sind die Veränderungen hinsichtlich der Vocals bei einigen Songs, denn auf diesem Album singt Dido den Gesangspart bei „Time Takes Time“, „Hurt U“ und den Song „Winter“.

## Diskografie

### Singles
- Deeper River (1997/98)
- Always Remember To Respect + Honour Your Mother pt. 1 (2001)

### Alben
- When We Were Young (2000)
- Safe From Harm (2005)

## Belege
1. ↑  Chartquellen: UK